# Folgefonna nationalpark
Folgefonna nationalpark är en nationalpark som ligger i och runt glaciären Folgefonna i Etne, Kvinnherads och Ullensvangs kommuner i Vestland fylke i västra Norge. Den är 545 km² stor och inrättades 2005.

## Geografi, landskap och geologi

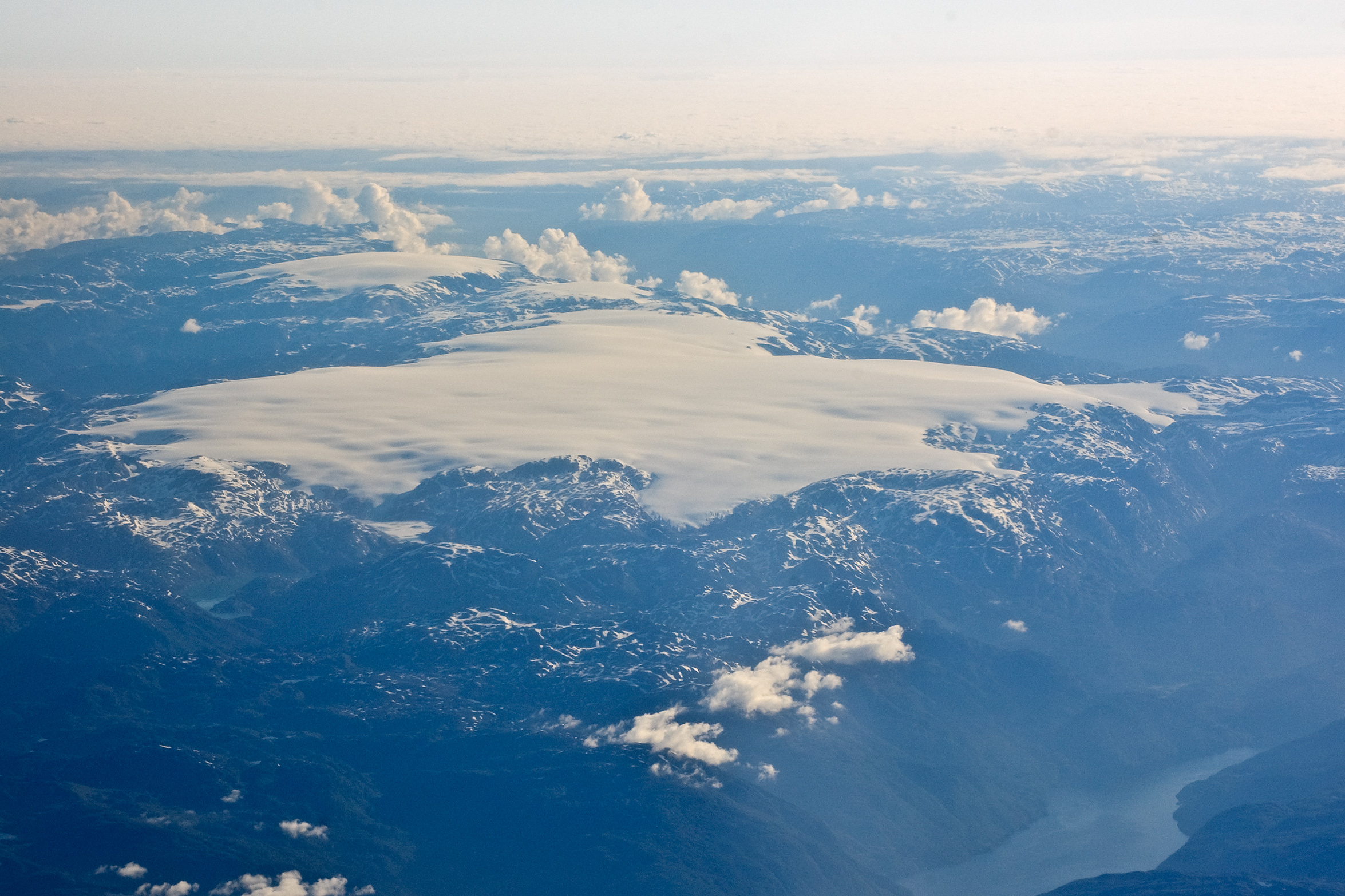
Folgefonna

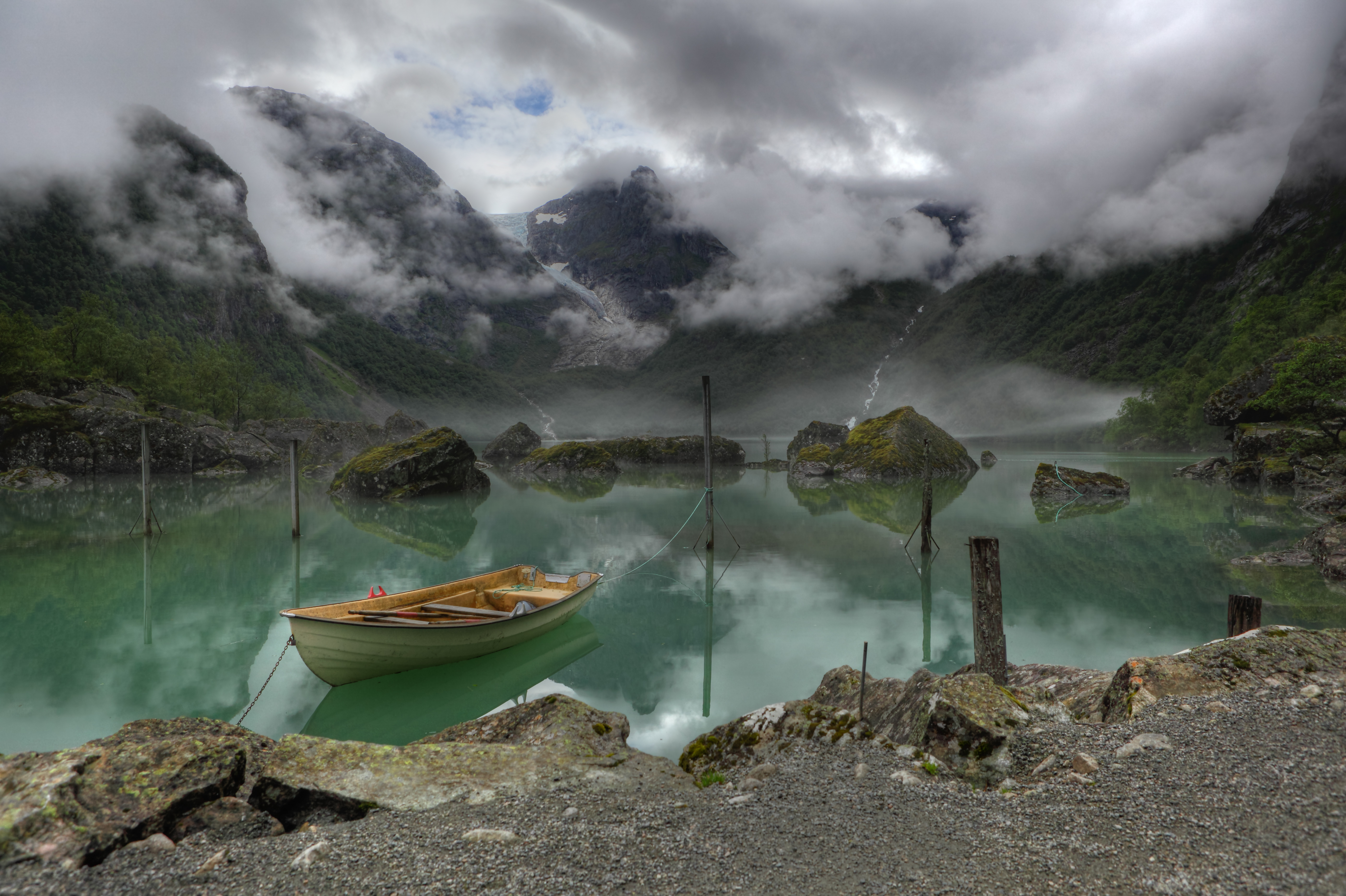
En vy över den norska sjön Bondhus med Bondhusglaciären i bakgrunden, som är en del av Folgefonna nationalpark.

Nationalparken omfattar, med några små undantag, hela glaciären och området runt den, som präglas både geologiskt och botaniskt av närheten till den. Området har stort värde med hänsyn till berggrundsgeologi och kvartärgeologi.
Den ligger öster om Sildafjorden och väster om Sørfjorden. Folgefonntunnelen går under nationalparken och glaciären.

## Flora och fauna
Klimatet och berggrunden i närheten av glaciären ger inte någon frodig vegetation, men arter som klynnetåg, dvärgvide, styvstarr, mossljung, dvärgstarr och polarull är vanliga. 
I de nederbördsrika områdena väster om glaciären är det frodigare. Kustväxter som fingerborgsblomma, myrlilja, klockljung, kambräken, bergbräken och storfryle präglar vegetationen nere från fjorden upp till trädgränsen. Fjällbrud och baggsöta är också vanliga.
Fjällripa finns nära glaciären och har sällskap av ängspiplärka, kungsörn och fjällvråk. I skogen väster om glaciären finns en av Norges bästa hjortterränger. Den vitryggiga hackspetten trivs i den gamla orörda kustskogen.

## Kulturminnen
Folgefonna och dalarna runt den har använts som färdväg till fäbodar och andra utmarker. Glaciären har länge varit ett turistmål och de första organiserade turerna gjordes redan 1833.